# Joseph Walter Jackson
Joseph Walter Jackson (26 tháng 7 năm 1928 – 27 tháng 6 năm 2018) là một nhà quản lý nghệ sĩ người Mỹ. Ông là người cha trong gia đình Jackson, một gia đình ca sĩ với những tên tuổi lớn như Michael Jackson hay Janet Jackson.

## Gia đình

### Con cái
Joseph có 11 người con, 10 trong số đó là con của ông với vợ là bà Katherine Jackson (nhũ danh: Scruse):
- Maureen Reillette "Rebbie" Jackson (sinh ngày 29 tháng 5 năm 1950)
- Sigmund Esco "Jackie" Jackson (sinh ngày 4 tháng 5 năm 1951)
- Toriano Adaryll "Tito" Jackson (sinh ngày 15 tháng 10 năm 1953)
- Jermaine La Jaune Jackson  (sinh ngày 11 tháng 12 năm 1954)
- La Toya Yvonne Jackson (sinh ngày 29 tháng 5 năm 1956)
- Marlon David Jackson (sinh ngày 12 tháng 3 năm 1957)
- Brandon Jackson (12 tháng 3 năm 1957 – 13 tháng 3 năm 1957)
- Michael Joseph Jackson (sinh ngày 29 tháng 8 năm 1958 –  25 Tháng 6 năm 2009)
- Steven Randall "Randy" Jackson (29 tháng 10 năm 1961)
- Janet Damita Jo Jackson (sinh ngày 16 tháng 5 năm 1966)

Ông còn có một người con gái riêng là Joh'Vonnie Jackson (sinh ngày 30 tháng 8 năm 1974), sinh ra sau cuộc ngoại tình 25 năm với Cheryl Terrell.